# أليكس ويبستر
أليكس ويبستر (بالإنجليزية: Alex Webster)‏ (و. 1969  م) هو موسيقي، وعازف قيثارة، وشاعر غنائي أمريكي، ولد في أكرون، يستخدم آلات غيتار البيس، وقيثارة، بدأ مشواره المهني سنة 1987.

## وصلات خارجية
- أليكس ويبستر على موقع IMDb (الإنجليزية)
- أليكس ويبستر على موقع ميوزك برينز (الإنجليزية)
- أليكس ويبستر على موقع أول ميوزيك (الإنجليزية)
- أليكس ويبستر على موقع ديسكوغز (الإنجليزية)
- أليكس ويبستر على موقع قاعدة بيانات الفيلم (الإنجليزية)

- أليكس ويبستر في قاعدة بيانات الأفلام على الإنترنت